# Associazione Calcio Verona 1945-1946
Questa voce raccoglie le informazioni riguardanti l'Associazione Calcio Verona nelle competizioni ufficiali della stagione 1945-1946.

## Rosa
| N. |                   | Ruolo | Calciatore       |
| -- | ----------------- | ----- | ---------------- |
|    | Italia (bandiera) | P     | Eros Lovo        |
|    | Italia (bandiera) | P     | Renato Manzini   |
|    | Italia (bandiera) | P     | Enrico Righetti  |
|    | Italia (bandiera) | D     | Walter Dal Negro |
|    | Italia (bandiera) | D     | Giulio Fenzi     |
|    | Italia (bandiera) | D     | Giulio Pellicari |
|    | Italia (bandiera) | C     | Orfeo Bellesini  |
|    | Italia (bandiera) | C     | Romolo Bizzotto  |
|    | Italia (bandiera) | C     | Luigi Cingolani  |

| N. |                   | Ruolo | Calciatore         |
| -- | ----------------- | ----- | ------------------ |
|    | Italia (bandiera) | C     | Giacomo Conti      |
|    | Italia (bandiera) | C     | Eliseo Lodi        |
|    | Italia (bandiera) | C     | Sergio Sandrini    |
|    | Italia (bandiera) | A     | Bruno Biagini      |
|    | Italia (bandiera) | A     | Luigi Cattaneo     |
|    | Italia (bandiera) | A     | Giuseppe Di Prisco |
|    | Italia (bandiera) | A     | Lino Morbioli      |
|    | Italia (bandiera) | A     | Bruno Pisani       |
|    | Italia (bandiera) | A     | Guido Tavellin     |

## Statistiche

### Statistiche di squadra
| Competizione                     | Punti | In casa | In casa | In casa | In casa | In casa | In casa | In trasferta | In trasferta | In trasferta | In trasferta | In trasferta | In trasferta | Totale | Totale | Totale | Totale | Totale | Totale | DR  |
| Competizione                     | Punti | G       | V       | N       | P       | Gf      | Gs      | G            | V            | N            | P            | Gf           | Gs           | G      | V      | N      | P      | Gf     | Gs     | DR  |
| -------------------------------- | ----- | ------- | ------- | ------- | ------- | ------- | ------- | ------------ | ------------ | ------------ | ------------ | ------------ | ------------ | ------ | ------ | ------ | ------ | ------ | ------ | --- |
| Serie B-C Alta Italia - girone C | 28    | 11      | 9       | 1       | 1       | 24      | 9       | 11           | 2            | 5            | 4            | 10           | 13           | 22     | 11     | 6      | 5      | 34     | 22     | +12 |
| Coppa Alta Italia - girone B     | 5     | 3       | 2       | 0       | 1       | 9       | 6       | 3            | 0            | 1            | 2            | 0            | 4            | 6      | 2      | 1      | 3      | 9      | 10     | -1  |
| Totale                           |       | 14      | 11      | 1       | 2       | 33      | 15      | 14           | 2            | 6            | 6            | 10           | 17           | 28     | 13     | 7      | 8      | 43     | 32     | +11 |

### Statistiche dei giocatori
| Giocatore      | Serie B-C Alta Italia | Serie B-C Alta Italia | Coppa Alta Italia | Coppa Alta Italia | Totale   | Totale |
| Giocatore      | Presenze              | Reti                  | Presenze          | Reti              | Presenze | Reti   |
| -------------- | --------------------- | --------------------- | ----------------- | ----------------- | -------- | ------ |
| M. Andrighetto | -                     | -                     | 2                 | 1                 | 2        | 1      |
| O. Bellesini   | 22                    | 0                     | 6                 | 0                 | 28       | 0      |
| Berti          | -                     | -                     | 3                 | 0                 | 3        | 0      |
| B. Biagini     | 9                     | 0                     | 6                 | 1                 | 15       | 1      |
| R. Bizzotto    | 21                    | 2                     | 1                 | 0                 | 22       | 2      |
| L. Cattaneo    | 4                     | 2                     | -                 | -                 | 4        | 2      |
| L. Cingolani   | 22                    | 0                     | 6                 | 0                 | 28       | 0      |
| G. Conti       | 18                    | 8                     | 3                 | 0                 | 21       | 8      |
| W. Dal Negro   | 3                     | 3                     | 1                 | 1                 | 4        | 4      |
| G. Di Prisco   | 6                     | 1                     | -                 | -                 | 6        | 1      |
| G. Fenzi       | 14                    | 1                     | 4                 | 0                 | 18       | 1      |
| D. Franchini   | -                     | -                     | 2                 | 0                 | 2        | 0      |
| E. Lodi        | 22                    | 2                     | 6                 | 2                 | 28       | 4      |
| E. Lovo        | 10                    | -10                   | 6                 | -10               | 16       | -20    |
| R. Manzini     | 11                    | -12                   | -                 | -                 | 11       | -12    |
| L. Morbioli    | 15                    | 5                     | 4                 | 3                 | 19       | 8      |
| G. Pellicari   | 20                    | 2                     | 6                 | 0                 | 26       | 2      |
| B. Pisani      | 7                     | 1                     | 2                 | 0                 | 9        | 1      |
| E. Righetti    | 1                     | 0                     | -                 | -                 | 1        | 0      |
| S. Sandrini    | 17                    | 3                     | 6                 | 0                 | 23       | 3      |
| G. Tavellin    | 20                    | 3                     | 1                 | 0                 | 21       | 3      |
| E. Vaccari     | -                     | -                     | 1                 | 0                 | 1        | 0      |